# Hexactinosida
Hexactinosida é uma ordem de esponjas marinhas da classe Hexactinellida.

## Famílias
- Aphrocallistidae Gray, 1867
- Craticulariidae Rauff, 1893
- Cribrospongiidae Roemer, 1864
- Dactylocalycidae Gray, 1867
- Euretidae Zittel, 1877
- Farreidae Gray, 1872
- Tretodictyidae Schulze, 1886
- Hexactinosida incertae sedis
  - Cyathella Schmidt, 1880
  - Deanea Bowerbank, 1875
  - Diaretula Schmidt, 1879
  - Hyalocaulus Marshall e Meyer, 1877
  - Lithospongia Duchassaing e Michelloti, 1864
  - Rhabdostauridium Schmidt, 1880